# Józefin (gmina Chełm)
Józefin (Józefin k. Nowosiółek)  – wieś w Polsce położona w województwie lubelskim, w powiecie chełmskim, w gminie Chełm.
Nazwę miejscowości zmieniono 1 stycznia 2019 r., wcześniej miejscowość nosiła nazwę Józefin k. Nowosiółek.
W latach 1975–1998 miejscowość należała administracyjnie do województwa chełmskiego. Wieś stanowi sołectwo gminy Chełm. Według Narodowego Spisu Powszechnego (III 2011 r.) liczyła 95 mieszkańców i była 34. co do wielkości miejscowością gminy Chełm.
Wierni Kościoła rzymskokatolickiego należą do parafii Chrystusa Pana Zbawiciela w Podgórzu.

## Historia
Według zapisu z roku 1839  wieś początkowo nosiła nazwę Bulwinów - Jozefin. Nazwa dzisiejsza pojawia się od roku 1882. W wieku XIX Józefów występuje jako wieś w powiecie chełmskim ówczesnej gminie Pawłów. Około 1873 zostaje tu  założona kolonia niemiecka. Założycielem był Wilhelm Kamenz. Miejscowość wymieniona na mapie Józefa Michała Bazewicza -(Ilustrowany atlas Królestwa Polskiego z 1907 r.)

## Zabytki
- Cmentarz ewangelicko-augsburski, 2. połowa XIX w.
- Kurhan. Położony 200 m od najbliższych zabudowań wsi, o powierzchni 0,3 ha.